# Aydoilles
 Aydoilles  es una población y comuna francesa, en la región de Lorena, departamento de Vosgos, en el distrito de Épinal y cantón de Bruyères.

## Demografía
| 432 | 492 | 542 | 781 | 1004 | 1065 |
| Para los censos de 1962 a 1999 la población legal corresponde a la población sin duplicidades (Fuente: INSEE [Consultar]) |     |     |     |      |      |